# Призрачный свет (Доктор Кто)
Призрачный свет (англ. Ghost Light) — вторая серия двадцать шестого сезона британского научно-фантастического телесериала «Доктор Кто», состоящая из трёх эпизодов, которые были показаны в период с 4 по 18 октября 1989 года.

## Сюжет
В 1883 году особняк Гэбриэла Чейса в Перивейле находится под контролем таинственного Джозаи Сэмюэла Смита, загипнотизировавшего всех его жильцов. Тут у слуг есть оружие, а дворецкий - неандерталец Нимрод. Среди других жильцов - Гвендолин, дочь исчезнувших владельцев дома, ночной сторож миссис Притчард, безумный исследователь Редверс Фенн-Купер и преподобный Эрнест Мэттьюс, противник теории эволюции, которую распространяет Смит. За это Смит превращает его в обезьяну.
Прибыв на место, оказывается, что Эйс посещала этот дом в 1983 году и сожгла его, почувствовав присутствие зла. Подвалом дома оказывается космический корабль с чем-то запертым внутри. Доктор тем временем находит инспектора Маккензи в анабиозе, который пришел в дом двумя годами ранее в поисках владельцев. Он также встречает развивающееся существо в подвале по имени Контроль, принявшее человеческую форму. Доктор помогает ему освободить существо из подвала, известное как Свет, которое принимает форму ангела.
Тысячи лет назад на Землю прибыла экспедиция для каталогизации всей жизни на планете. После завершения задания и сбора образцов, включая Ниморда, начальник Свет ушел в спячку. Корабль вернулся, но агент-исследователь Смит взбунтовался и оставил Свет на корабле. Смит принял форму викторианского джентльмена и вскоре захватил дом. Вскоре он захватывает и Фенн-Купера, надеясь использовать его связь с королевой Викторией, чтобы убить её и захватить Британскую Империю.
Свету не нравятся изменения на планете, и пока он пытается понять их смысл, Смит начинает свой план, но события выходят из под контроля. Свет превращает Гвендолин и ее мать, миссис Притчард, в камень, а инспектора в первобытный суп. Контроль превращается в Леди, что снимает контроль над Фенн-Купером. Доктор убеждает Свет в бесполезности борьбы с эволюцией, и тот скрывается в подвале. Именно его присутствие и почувствовала Эйс, когда сожгла дом в 1983 году. Смита запирают, а Контроль, Фенн-Купер и Нимрод улетают на космическом корабле.

## Трансляции и отзывы
| Эпизод            | Дата показа     | Продолжительность | Телезрители (в миллионах) |
| ----------------- | --------------- | ----------------- | ------------------------- |
| «Часть 1»         | 4 октября 1989  | 24:17             | 4,2                       |
| «Часть 2»         | 11 октября 1989 | 24:18             | 4,0                       |
| «Часть 3»         | 18 октября 1989 | 24:17             | 4,0                       |
| [ 1 ] [ 2 ] [ 3 ] |                 |                   |                           |

Эта серия - первая из так называемой «Трилогии Эйс» (вместе с сериями «Проклятие Фенрика» и «Выживание»), раскрывающими отдельные части её биографии. Эта серия стала последней снятой в сериале (но не последней транслировавшейся).